# 京都府立洛東高等学校
京都府立洛東高等学校（きょうとふりつ らくとうこうとうがっこう）は、京都府京都市山科区安朱川向町にある府立の高等学校。

## 設置学科
- 普通科

## 沿革
- 1954年- 創設（商業料・普通科を設置）。京都市上京区大将軍鷹司町に仮校舎として開校
- 1955年 - 京都市東山区山科安朱川向町へ移転
- 1987年 - 商業科廃止
- 2004年 - この年度から普通科II類に変わって、普通科総合選択制を募集開始
- 2009年 - 3学期制導入

## 著名な出身者
- 近藤正臣 - 俳優
- 小林薫 - 俳優
- 中島知子 - 「オセロ」、タレント
- 鈴木茂晴 - 大和証券グループ本社社長
- 高橋幸子 - 教育評論家
- 園勲夫 - カーデザイナー
- 佐藤友美子 - 追手門学院大学教授
- 越水利江子 - 児童文学作家
- まもる。-「もも」、 お笑い芸人

## 最寄駅
- 山科駅 - 西日本旅客鉄道（JR西日本）琵琶湖線（東海道本線）・湖西線、京都市営地下鉄東西線
- 京阪山科駅 - 京阪京津線